# Lê Thành Tiếng
Lê Thành Tiếng – wietnamski zapaśnik walczący w stylu wolnym. Srebrny medalista igrzysk Azji Południowo-Wschodniej w 2003 roku.